# Куркела, Йоханна
Йо́ханна Ку́ркела (фин. Johanna Kurkela, родилась 25 апреля 1985 года) — финская певица, исполняющая популярную музыку, в том числе композиции с элементами фольклора.

## Биография
Йоханна Куркела родилась в Лумийоки — провинции Северная Похьянмаа. Получила разнообразное музыкальное образование. С пяти до двенадцати лет обучалась игре на скрипке. Позже в течение нескольких лет обучалась игре на фортепиано, в том числе в Оулу, в музыкальной школе (гимназии) Мадетойя.
Свою первую студийную запись Йоханна сделала в 2004 году, это была композиция «Tahdon tanssia kanssasi» («Хочу с тобою танцевать»), которую она исполняла с Томи Метсякето. В 2005 году вышел её дебютный альбом — Hetki hiljaa («Мгновенье тишины»).
В 2007 году Йоханна участвовала в финале финского национального отборочного тура Конкурса песни Евровидение 2007, в котором она выступила с композицией «Olet uneni kaunein» («Ты — мой самый прекрасный сон»). Хотя она заняла только шестое место, её песня стала очень популярна. В том же 2007 году вышел её второй студийный альбом Marmoritaivas («Мраморные небеса»).
В 2008 году вышел третий альбом Куркелы — Kauriinsilmät («Глаза оленя»).
Из событий 2009 года можно отметить участие Йоханны в записи двух композиций альбома The Days of Grays популярной финской группы Sonata Arctica.
7 апреля 2010 года вышел четвёртый альбом Куркелы — Hyvästi, Dolores Haze («До свидания, Долорес Гейз»).
Куркела — участница основанной в 2017 году группы Auri, в которую помимо неё входят Туомас Холопайнен и Трой Донокли из Nightwish. Кроме того, она является солисткой групп Altamullan Road (вместе с финской певицей Йоханной Ииванайнен; первые три сингла When It’s Time, Underwater и Interstellar Friends, а также альбом Altamullan Road выпущены в 2020 году) и Eye of Mellian (дебютный сингл The Bell выпущен осенью 2021, в 2022 ожидается выпуск первого альбома).
Йоханна также приняла участие в записи песни «Shoemaker» из альбома группы Nightwish — Human. :II: Nature., выпущенного в 2020 году.

## Личная жизнь
Йоханна Куркела замужем за Туомасом Холопайненом, лидером группы Nightwish.

## Альбомы
- Hetki hiljaa (2005)
- Marmoritaivas (2007)
- Kauriinsilmät (2008)
- Hyvästi, Dolores Haze (2010)
- Sudenmorsian (2012)
- Joulun lauluja (2013)
- Ingrid (2015)

## Синглы
- «Olen sinussa» (2005)
- «Olet uneni kaunein» (2007)
- «Sun särkyä anna mä en» (2007)
- «Marmoritaivas» (2007)
- «Kauriinsilmät» (2008)
- «Hän ei kävele koskaan» (2008)
- «Salaisuuksia» (2008)
- «Rakkauslaulu» (2010)
- «Tuo se mulle» (2010)
- «Oothan tässä vielä huomenna» (2012)
- «Ei panikoida» (2014)
- «Kuolevainen» (2015)
- «Rakkaus tekee vapaaks» (2015)

## Приглашённая певица
В качестве приглашённой певицы Куркела принимала участие в следующих записях:
- Tummaa samettia: Tahdon tanssia kanssasi (duetto) (2004) — дуэт с Томи Метсякето[фин.].
- Tilkkutäkki 1: Hiljainen kaupunki (2005)
- Tilkkutäkki 2: Kuule minun ääneni (2006)
- Tilkkutäkki 3: Elämä on nyt (2007)
- Mestaria kunnioittaen
- Deathaura и No Dream Can Heal a Broken Heart (2009) — композиции 2 и 9 альбома The Days of Grays группы Sonata Arctica.
- Vesa-Matti Loiri — Hyvää puuta (2009)
- Club for Five — You’re The Voice: Nothing else matters (2009)

См. также Список песен Йоханны Куркела в финской Википедии (фин.)

## Дополнительная информация
Йоханна — член Finn Church Aid (FCA), международной благотворительной организации под патронажем Евангелическо-лютеранской церкви Финляндии.